# Yunan
Yunan (Arabisch: يونان) is een internationale dramafilm uit 2025, geschreven en geregisseerd door Ameer Fakher Eldin. De hoofdrollen worden vertolkt door Georges Khabbaz en Hanna Schygulla.

## Verhaal
Munir (Georges Khabbaz) reist naar een afgelegen Duits eiland waar hij overweegt zelfmoord te plegen. Op het eiland ontmoet hij de raadselachtige Valeska (Hanna Schygulla) en haar zoon Karl. Hoewel er weinig woorden worden gesproken, zijn het de eenvoudige daden van vriendelijkheid die hun wederzijdse wantrouwen begint te overwinnen. Stilaan begint Munir terug zin te krijgen in het leven.

## Rolverdeling
| Acteur          | Personage      |
| --------------- | -------------- |
| Georges Khabbaz | Munir          |
| Hanna Schygulla | Valeska        |
| Tom Wlaschiha   | Karl           |
| Ali Suliman     | schaapherder   |
| Sibel Kekilli   | schaapherderin |
| Nidal Al Achkar | Munir's moeder |

## Productie
Yunan is de tweede film van de "Homeland"-filmtrilogie van filmmaker Ameer Fakher Eldin, na zijn debuutfilm Al Garib (The Stranger) uit 2021. De film wordt geproduceerd door Dorothe Beinemeier van het Duitse Red Balloon Film, Catherine Chagnon van het Canadese Microclimat Films, Marco Valerio Fusco en Micaela Fusco van het Italiaanse Intramovies en Jiries Copti en Tony Copti van het Palestijnse Fresco Films. Coproducenten zijn Metafora Production (Qatar) en Tabi360 (Jordanië). Het project ontving financiële steun van het "Red Sea Fund" en de" Red Sea Souk", de "Jordanian Royal Film Commission", "MOIN Film Fund Hamburg Schleswig-Holstein", "Eurimages", "Telefilm Canada" en "SODEC". De wereldwijde verkooprechten zijn in handen van het Italiaanse Intramovies.

### Filmopnames
De filmopnames gingen door van 2 oktober tot 16 november 2023 in Hamburg en Sleeswijk-Holstein (Duitsland) en Apulië-regio (Italië).

## Release
Yunan ging op 19 februari 2025 in première op het Internationaal filmfestival van Berlijn in de competitie voor de Gouden Beer.

## Prijzen en nominaties
De belangrijkste:
| Jaar | Prijs                                   | Categorie   | Genomineerde(n)    | Uitslag     |
| ---- | --------------------------------------- | ----------- | ------------------ | ----------- |
| 2025 | Internationaal filmfestival van Berlijn | Gouden Beer | Ameer Fakher Eldin | Genomineerd |